# 墨西哥社会主义人民党
墨西哥社会主义人民党（西班牙語：Partido Popular Socialista de México，缩写为PPSM）是墨西哥的一个共产主义政党。该党成立于1997年，分裂自社会主义人民党。它的意识形态是共产主义、马克思列宁主义。它的政治立场是左翼至极左翼。它的总部位于墨西哥城。它是共产党和工人党国际会议的成员。
该党在政治上接近比利时工人党，曾参加比利时工人党举办的国际共产主义研讨会。